# Kratfladbælg
Kratfladbælg (Lathyrus linifolius), ofte skrevet krat-fladbælg, er en 15-35 cm høj, opret urt, der vokser i skove, krat og på hedebakker.

## Beskrivelse
Kratfladbælg er en flerårig urt med en opstigende vækstform. Stænglerne er smalvingede. Bladene er spredtstillede og ligefinnede med vinget bladstilk og 2-4 par småblade, der er linje- eller lancetformede med hel rand. Oversiden er græsgrøn, mens undersiden er lyst grågrøn. Begge bladsider er hårløse. Fodfligene er pilformede. Blomstringen sker i maj-juni. Blomsterne er samlet i klaser med 3-6 blomster, der er uregelmæssige med rødlige til blåviolette kroner. Frugterne er smalle bælge med mange frø.
Rodnettet består af en en jordstængel og et kraftigt, dybtgående rodnet.
Højde x bredde og årlig tilvækst: 0,25 x 0,50 m (25 x 50 cm/år).

## Voksested
Kratfladbælg er udbredt i Nordafrika og det meste af Europa. I Danmark findes den almindeligt i alle dele af landet. Den er knyttet til lyse skove, skovbryn, krat og heder, hvor den foretrækker voksesteder med en let fugtig og svagt sur bund og med et lavt næringsindhold.
I det fredede område område omkring Valbjerg i Vester Thorup Plantage findes den på overdrev og tør klithede sammen med bl.a. blåmunke, blåtop, alm. engelsød, alm. kællingetand, alm. røn, bjergrørhvene, engnellikerod, engriflet hvidtjørn, gåsepotentil, hedelyng, klitrose, lancetvejbred, mosebunke, musevikke og rød svingel
| Portal | Portal:Botanik |

## Note
1. ↑  Skov- og Naturstyrelsen: Vester Thorup Plantage